# Harry Vardon

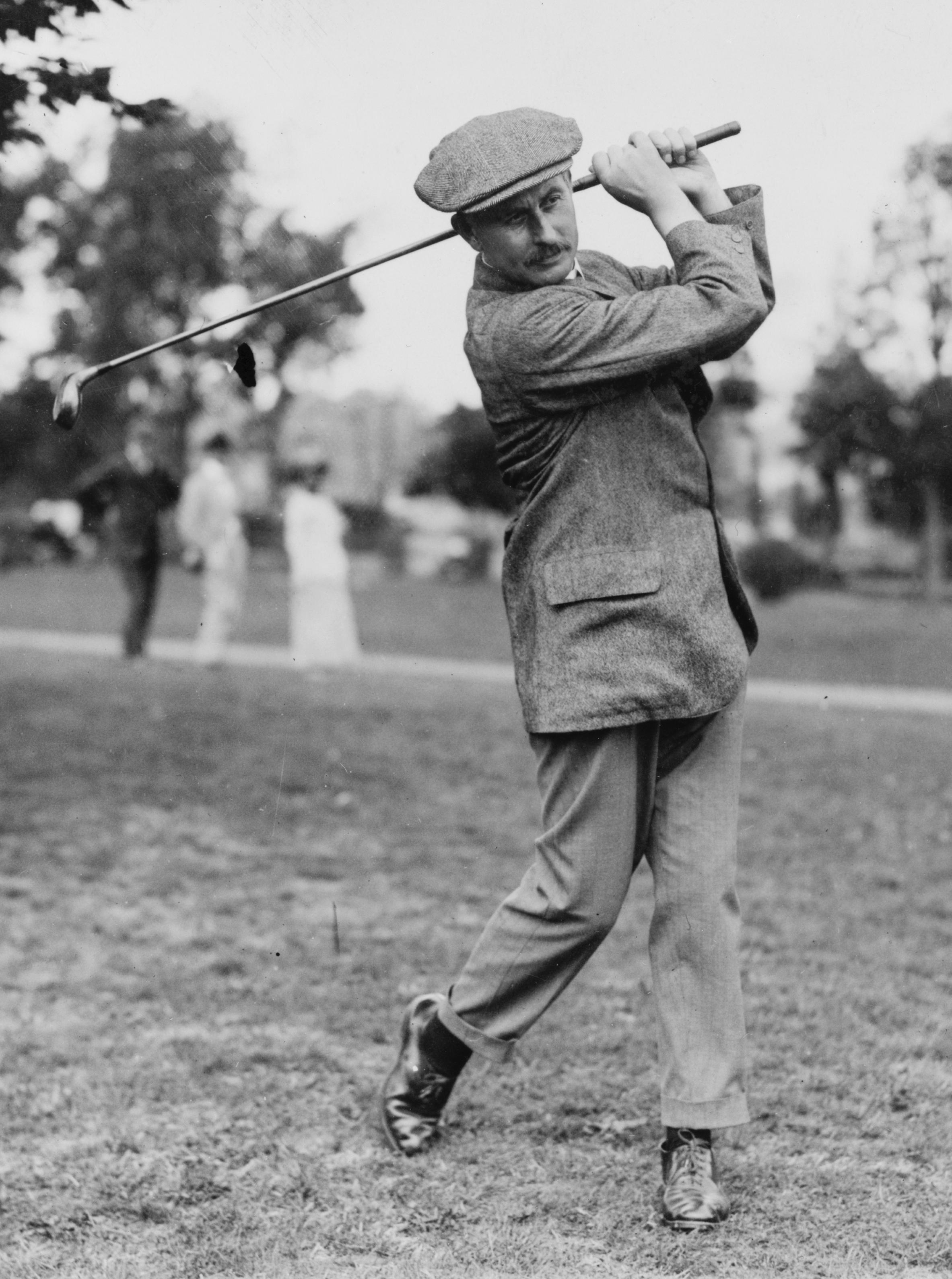
Harry Vardon

Harry Vardon (* 9. Mai 1870 in Grouville, Jersey, Kanalinseln; † 20. März 1937 in Totteridge, Hertfordshire) war einer der berühmtesten britischen Berufsgolfer und siebenfacher Major-Sieger.
Im Kindesalter, auf der Insel Jersey aufwachsend, spielte er wenig Golf. Als Teenager inspirierte ihn dann sein älterer Bruder Tom und im Alter von 20 Jahren wurde Vardon schließlich Berufsgolfer. Er war der erste seiner Zunft, der in Kniebundhosen spielte.
Im Jahr 1896 gewann Vardon seine erste von sechs Open Championships und 1900 war er die erste internationale Golfberühmtheit, die in die USA reiste. Vardon spielte dort mehr als 80 Matches und siegte bei der U.S. Open in jenem Jahr. Zwanzig Jahre später, als Fünfzigjähriger, belegte Vardon bei diesem Major den zweiten Platz.
Für viel Aufsehen sorgten auch die Schauwettkampf-Tourneen durch die Vereinigten Staaten von Amerika zusammen mit seinem guten Freund Ted Ray in den Jahren 1913 und 1920. In diesem Zusammenhang sprach man vom Duell „Breitschwert“ (Ray) gegen „Rapier“ (Vardon), da Ted Ray sehr dynamisch auf die Bälle einschlug, während Harry Vardon im Gegensatz dazu besonders elegant und kontrolliert spielte.
Im Laufe seiner Karriere hat er 62 Turniere gewonnen. Er machte den Griff, der seinen Namen trägt, sehr populär. Seine Anzahl von sechs Siegen bei der Open Championship ist bis heute unerreicht geblieben.
In seinen späteren Jahren entwarf Vardon als Golfplatzarchitekt mehrere Kurse in Großbritannien. Er betätigte sich auch als Instruktor und Autor von Golfbüchern.
Nach seinem Tode kreierte die PGA of America die Vardon Trophy, welche jährlich an den PGA-TOUR-Spieler mit dem niedrigsten Schlagdurchschnitt übergeben wird. Die PGA European Tour zeichnet den Gewinner der Geldrangliste am Ende der Saison mit der Harry Vardon Trophy aus.
1974 war Harry Vardon unter den ersten Golfern, die in die neugeschaffene World Golf Hall of Fame aufgenommen wurden.

## Siege bei Major Championships
- U.S. Open: 1900
- The Open Championship: 1896, 1898, 1899, 1903, 1911, 1914

## Der Vardon Griff

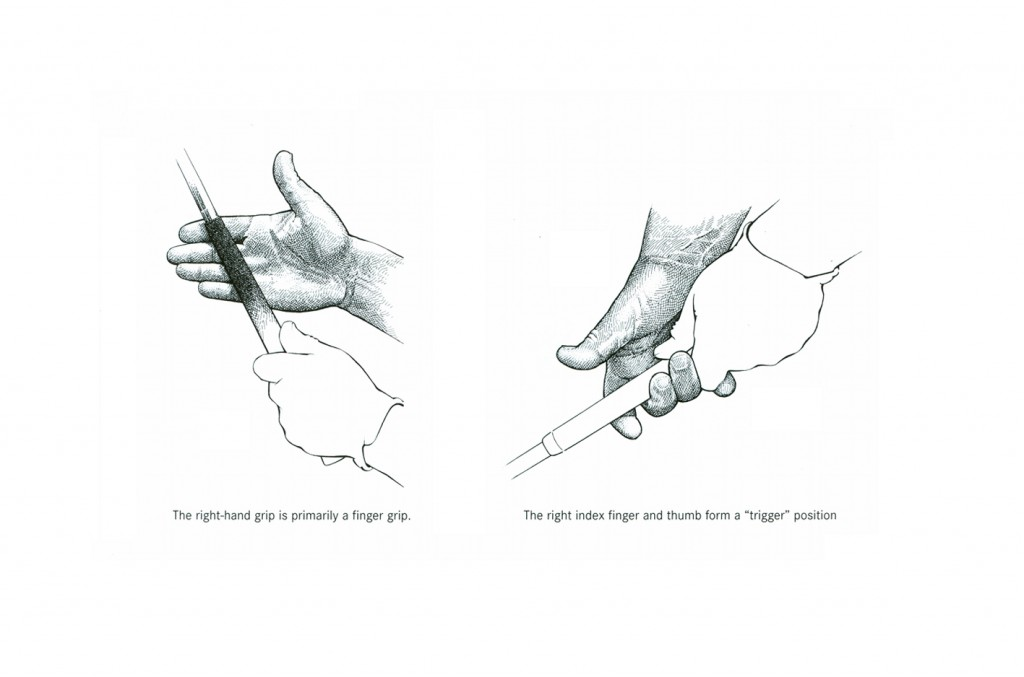
Vardon Griff

Vardon ist weltweit heute vor allem durch seinen Golfgriff bekannt, dem Overlap-Grip, der immer noch als Vardon-Grip bezeichnet wird. Der Vardon-Grip ist die gegenwärtig weit verbreitetste Art einen Golfschläger mit den Händen zu halten. Harry Vardon war hierbei der erste Golfer, der den kleinen Finger der rechten Hand über die Lücke zwischen Zeige- und Mittelfinger der linken Hand gelegt hat. Vardon war auch der erste Spieler, der seinen linken Daumen oben auf den Schaft des Schlägers gelegt hat. Davor umschlangen die Spieler den Golfschläger mit dem linken Daumen, wie es beim Baseball praktiziert wird.

## Film
Der Film Das größte Spiel seines Lebens von Walt Disney Pictures aus dem Jahr 2005 zeigt sehr viele biographische Elemente von Harry Vardon.